# 小林圭二
小林 圭二（こばやし けいじ、1939年5月6日 - 2019年5月27日）は、日本の原子力工学者。関東州（現：中国）大連市出身。

## 経歴・人物
1953年、埼玉県熊谷市に引き揚げる。埼玉県立熊谷高等学校をへて京都大学工学部原子核工学科卒業。京都大学原子炉実験所（現：京都大学複合原子力科学研究所）助手を経て、2002年に同講師。2003年、定年退職。
当初は原子力発電の実用化を推進する立場で研究していたが、やがて批判に転じる。
1973年、四国電力の伊方原子力発電所1号建設に反対する住民訴訟を支援。高速増殖原型炉もんじゅの設置許可の無効確認を求めた行政訴訟（もんじゅ訴訟）では、原告特別補佐人、証人を務めている。
2019年5月27日、膵臓癌などのため死去。

## 著書

### 単著
- 『高速増殖炉もんじゅ 巨大核技術の夢と現実』（1994年、七つ森書館）
- 『動かない、動かせない「もんじゅ」 高速増殖炉は実用化できない』（2010年、七つ森書館）

### 共著
- 『原発の安全上欠陥』（1979年、第三書館）共著：小出裕章、久米三四郎、今中哲二ほか
- 『原子力発電の安全性論争』（1979年、技術と人間）共著：小出裕章ほか
- 『別冊宝島 81 原発大論争! 決定版 推進か?廃炉か?』（1988年、JICC出版局）共著：高木仁三郎ほか
- 『地球環境の危機 研究の現状と課題』（1990年、岩波書店）編：内嶋善兵衛
- 『別冊宝島 137 研究する人生 理系の彼らは何をしているのか』（1991年、宝島社）共著：村上陽一郎ほか
- 『環境百科 危機のエンサイクロペディア』（1992年、駿河台出版社）共著：市川定夫、石田和男、伊藤重行ほか
- 『知ればなっとく脱原発』（2002年、七つ森書館）共著：高木仁三郎、西尾漠、久米三四郎、小出裕章ほか
- 『プルトニウム発電の恐怖 プルサーマルの危険なウソ』（2006年、創史社）共著：西尾漠